# Zédi
Les Zédi sont une tribu bété du département de Gagnoa, les Zédi ont pour voisin les Gouro, les Gagou, et d'autres tribus bété comme les Gbadi et les Nékédi. 
Appartenant au peuple krou, les Zédi vivent principalement à Ziplignan, Yopohué, Nagadoukou, Dibolé, Yitia, etc.

## Personnalités
Les personnalités issues du peuple Zédi sont : 
- François Zahoui
- Jean-Jacques Tizié
- Hanni Tchelley
- Michel Bohiri
- Koudou Zebless
- Sery Simplice
- Decothey
- Marc-André Zoro
- Lino Versace
- Boni Castro
- Vincent pierre Lokrou
- Dr Drabé Danon François
- Koudougnon Jules